# Maître HB à la tête de griffon
Le Maître HB à la tête de griffon est un peintre actif en Saxe entre 1528 et 1550. Il est l’auteur d'une dizaine de tableaux identifiés à partir de son monogramme. 

## Vie et œuvres
Les œuvres correspondent approximativement à la période où Sibylle de Clèves réside à la cour de Torgau en tant qu'épouse du prince-électeur de Saxe Jean-Frédéric le Magnanime (1932-1947).

## Identification
Le Maître HB à la tête de griffon signe ses tableaux du monogramme HB suivi d'une tête de griffon. Son chiffre HB est aussi utilisé — mais sans la tête de griffon — par Hans Brosamer, qui fait suivre son monogramme d'un petit burin ou insère un poinçon entre les deux lettres H et B. Ceci a suggéré à Irene Kühnel-Kunze l'hypothèse que ces deux peintres pourraient n'en faire qu'un. Hans Brosamer, dont l'activité est documentée depuis 1520 à Nuremberg et jusqu'en 1554 à Fulda, est connu pour avoir beaucoup voyagé. Il est plus connu pour ses gravures que pour ses tableaux qui sont en général des portraits, et ses portraits sont également attribués à un autre peintre anonyme, le Maître HB de 1520.

## Tableaux

### Dalila coupant les cheveux de Samson

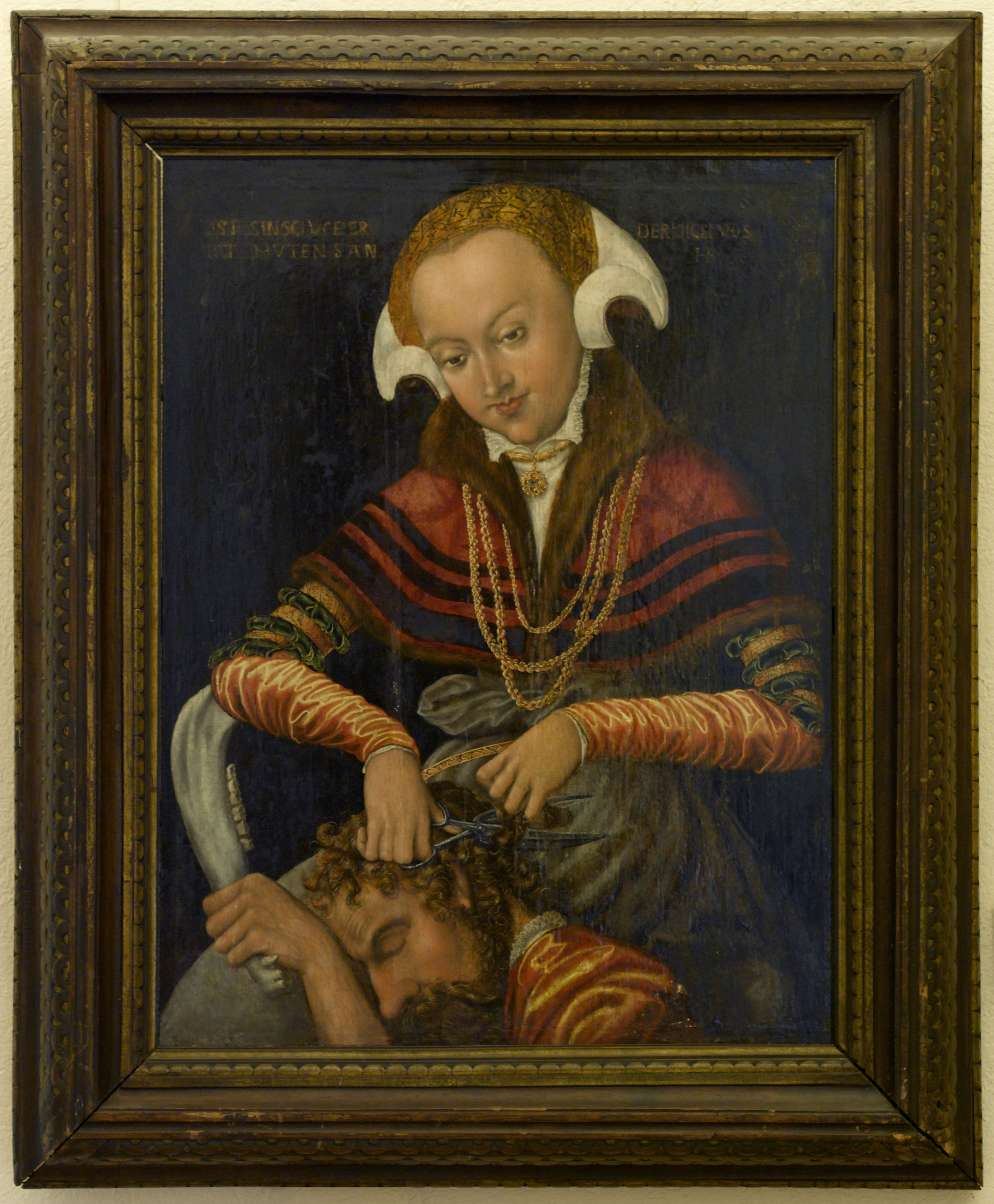
Dalila coupant les cheveux de Samson.

Le tableau Dalila coupant les cheveux de Samson est l'une des rares œuvres du Maître. De taille moyenne 71 × 53 cm, peint à l'huile sur bois, il représente le moment où Samson est endormi sur les genoux de Dalila qui profite de l’occasion pour lui couper les cheveux et ainsi de le priver de sa force.
Dalila est assise, le regard songeur et avec un léger sourire commence à couper une première mèche de cheveux de Samson. Le fond sombre n'est pas celui d'origine. Elle occupe tout l'espace du tableau. Elle porte un costume, des bijoux et une coiffe contemporaine de l’époque du peintre ; son costume, sa coiffe et ses bijoux sont rendus avec un soin extrême et un grand amour du détail. La chemise blanche a un petit col plissé, la robe est couverte d'une veste orange brodée sur les avant-bras ; elle comporte des bourrelets verts aux bras. Dalila porte un triple collier en or, et un autre collier ras du cou avec un pendentif. La coiffe en résille avec deux cornes au-dessus des oreilles apparaît dans un autre tableau du Maître HB à la tête de griffon, Christ bénissant les enfants. Sur la résille de la coiffe apparaît la devise de Sibylle de Clèves « Alles in Ehren » brode dans des compartiments ; elle apparaît aussi sur la femme du Christ bénissant les enfants. 
Samson est rendu avec moins de soins ; sa tête n'a pas de profondeur, sa main gauche tient une mâchoire d'âne, son attribut ; il évoque l'épisode biblique où Samson tue mille Philistins au moyen de cette arme.
Sur le haut du tableau on peut voir une inscription qui, d'après Irene Kühnel-Kunze, se lit : « S ist en kluger Er / der sich vor List hüten kann /HB » (est sage qui peut se protéger de la ruse).
Le tableau fait partie des œuvres récupérés à la fin de la Seconde Guerre mondiale (Musées nationaux récupération N° 362) et est en dépôt au Musée Anne-de-Beaujeu de Moulins.

### Christ bénissant les enfants

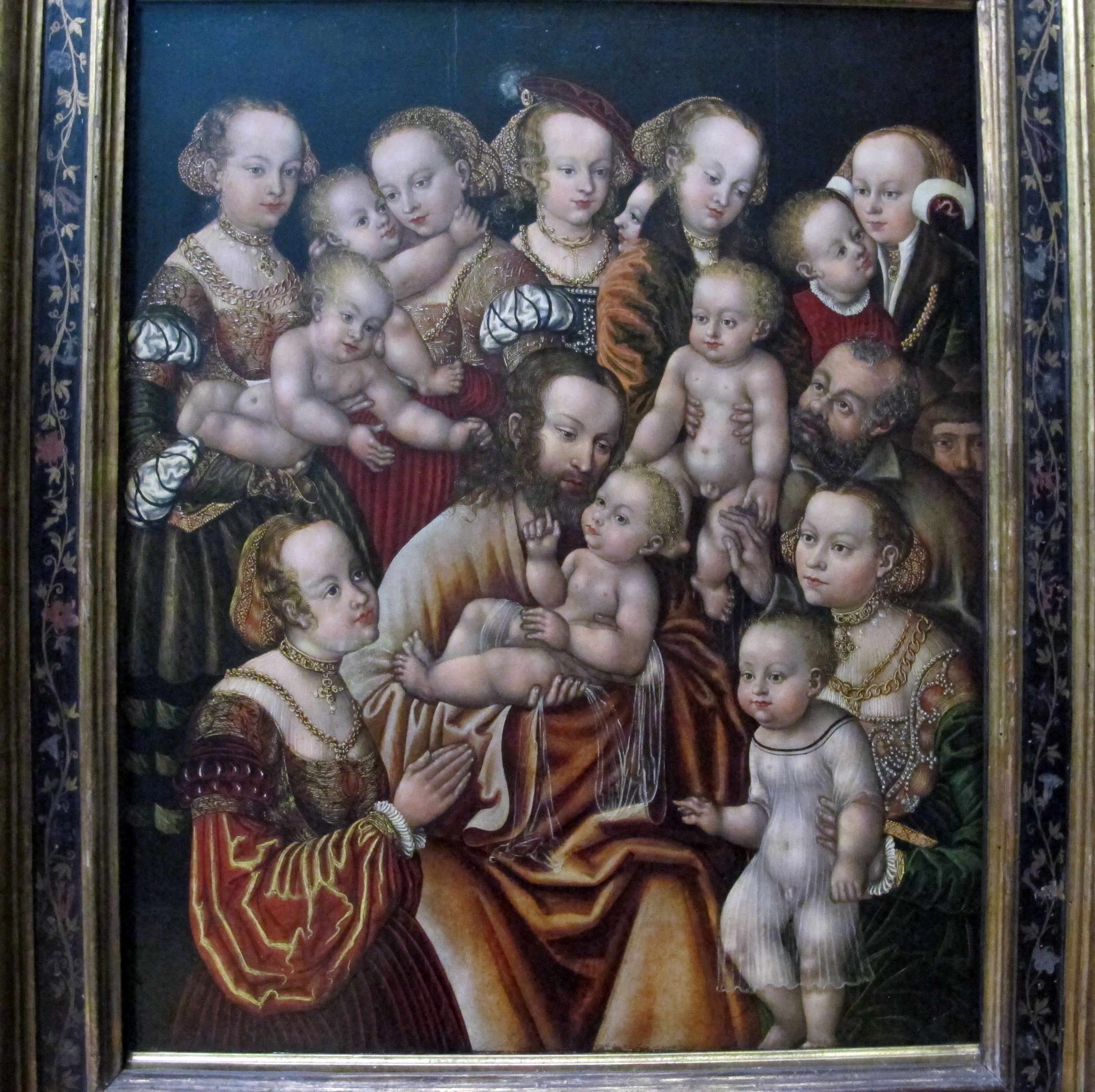
Christ bénissant les enfants

Dans ce tableau — entreposé au Louvre dans le cadre des œuvres récupérés à la fin de la Seconde Guerre mondiale (Musées nationaux récupération N° 521) — le Christ adulte est entouré d'une foule d'enfants ; il tient sur ses genoux un enfant qui pourrait être l’enfant Jésus, si le personnage central n'était pas le Christ, mais Marie. Les enfants entourant le personnage central sont présentés par leurs mères ; le personnage au-dessus du Christ et au centre est plutôt typique de Lucas Cranach l'Ancien
. La femme à droit porte la même coiffe à deux cornes que Dalila dans son tableau.
Anciennement attribué à Cranach , ce tableau non daté de taille moyenne 73 × 59 cm est une réplique réduite avec légères variantes d'un tableau du Maître HB à la tête de griffon, daté de 1548, autrefois à la Gemäldegalerie de Berlin et aujourd'hui disparu. Autre version voisine, datée de 1553, au Diözesanmuseum de Mayence. 
Le tableau est acheté le 26 mars 1944 dans une collection particulière française par Théo Hermsen et acquis le 31 mai 1944 par le musée de Linz ; il est enregistré au Central Collecting Point de Munich, déposé au Mobilier national, et enfin conservé au département des peintures du musée du Louvre. 

### Autres tableaux

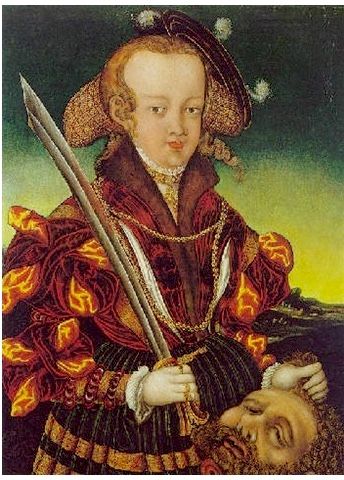
Judith et la tête d'Holopherne

- Judith et la tête d'Holopherne, vendu aux enchères sur Artnet en mars 2000[5]

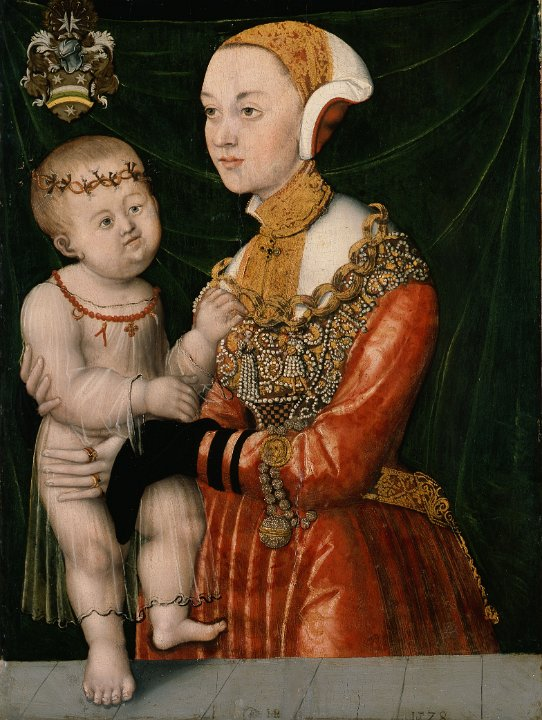
Femme et enfant, 1528, Musée Herzog Anton Ulrich de Brunswick

- Une Femme et enfant, daté de 1528, au Musée Herzog Anton Ulrich (abrégé HAUM) de Brunswick.

## Article lié
- MNR (Musées nationaux récupération)
- Musée Anne-de-Beaujeu
- Musée Herzog Anton Ulrich